# Baroni
Et baroni er en subnational enhed, ofte af ringere omfang eller betydning end et grevskab. Tidligere var et baroni et len, der stod under en barons overhøjhed. I Danmark blev betegnelsen lensbaroni anvendt, og modsat andre lande var baron hertillands kun en ærestitel, mens det var den såkaldte lensbaron, der var forlenet med et landområde.

## Danmark
Ved forordning af 1671 åbnede den danske konge (Christian 5.) for, at adelige, der ejede jord nok, kunne oprette friherreskaber (baronier) og samtidigt erholde titel af lensfriherre (lensbaron). Den ældste søn i et baroni fik oprindeligt titel af lensbaron, mens øvrige sønner fik titel af baron. Efter lensafløsningen i 1919 blev titlen lensbaron afskaffet. Titlen nedarves dog fortsat.
Minimumstørrelsen for et baroni var 1000 tdr. hartkorn. Hensigten var at knytte adelen tættere til Kronen. Det var oprindeligt bundet til slægten, kunne ikke handles eller pantsættes og gik tilbage til kronen i tilfælde af, at slægten uddøde. I perioden 1672-1843 blev der oprettet 30 baronier. I 1919 var der 14 tilbage.
Retten til at oprette len, stamhuse og fideikommiser blev ophævet med Grundloven, og med lensafløsningen i 1919 fastsatte man nærmere vilkår for, at lenene kunne overgå til besidderne.

## England
I England behøvede et baroni ikke at være en samlet enhed, men kunne være spredt ud over store områder, eksempelvis baroniet tilhørende jarlen af Pembroke, hvis godser var beliggende i England, Irland og Normandiet.